# Carlos Faraco
Carlos Faraco (Madrid, 1952) es un locutor y guionista de radio que ha desarrollado su trabajo en Radio 3 de Radio Nacional de España, principalmente. Su producción se centró en espacios musicales, culturales y de entretenimiento, como Tris Tras Tres o el serial de Siritinga. Se prejubiló en 2007.

## Vida profesional
Entre 1977 y 1981 fue componente del grupo musical La Romántica Banda Local.
Ha publicado dos libros de poesía: Como tantos otros gigantes (1978), editado en la colección "Provincia" y dedicado a su madre, y Valle Milar (1993), dedicado a Paco Brines y con una carta de introducción de Antonio Gamoneda.
Participó como actor de doblaje en algunas series de dibujos animados: el gato Stimpy de Ren & Stimpy, el "Fulgor" de Insektors, el dragón de Dibo, the Gift Dragon, y el presentador-conductor en Las Fábulas Geométricas o el tele-calendario belga Mr.Almaniak.
Su trabajo ha estado siempre unido a la personalidad de Fernando Luna, líder de la Romántica Banda Local, guionista de Tris Tras Tres y director de doblaje en todas las series en las que Faraco ha participado.
Desde 2011, dedica parte de su tiempo a colaborar en diversos proyectos de la nube.

### Programas de Radio 1 y Radio 3 que ha dirigido
- 1981/88 Tris-tras-tres.[11][12] en Radio 3.
- 1985 Agosto Agusto en Radio 1. Propuesto por Eduardo García Matilla.
- 1986 Dedicatoria en Radio 1. Propuesto por Fernando G. Delgado.
- 1988/91 Música para Peregrinos
- 1991/93 Nómadas de Radio 3.
- 1996-97 Oyentes sin Fronteras, en Radio 3. Propuesto por José Luis Ramos.
- 1997-99 Chichirichachi, en Radio 3, con Sara Vítores y Juan Suárez Barquero. Propuesto por Beatriz Pecker.
- 2000 Cuando Juan y Tula fueron a Siritinga, en Radio 3. Propuesto por Federico Volpini.
- 2002/07 La Salamandra, en Radio 3. Renovado por José Antonio Martín Morán, Jami.[nota 1]

### Otras actividades en RNE
Al servicio de la Dirección de Programas de Radio Nacional de España comparte dos premios internacionales: el URTI (París 1990), y el Montecarlo (Mónaco 1992), ambos en la categoría de espacios de creación.
De 1996 a 2007 diseñó para la Dirección de Radio 3 las cuñas de imagen sonora de esta emisora, en un tandem de interpretación con Lourdes Guerras.
De 1995 a 2007, partenaire en el "Hablando en plata" de Amelia Fernández, entre otros muchos quesitos de Radio 5 (todo noticias).
En el capítulo de las colaboraciones pueden mencionarse, entre 1993 y 1996, los montajes radiofónicos para Contigo en la distancia, espacio de madrugada de Tina Barriuso. Y a lo largo de su vida con RNE, diversos trabajos radiofónicos para espacios informativos como El Ojo Crítico o para programas de compañeros como Manrique, Volpini o Beatriz Pecker, entre otros muchos.